# Eupithecia albistrigata
Eupithecia albistrigata là một loài bướm đêm trong họ Geometridae.